# بازی جنگا
جنگا (به انگلیسی: Jenga) یا برج هیجان بازی مهارت جسمی و روحیست که توسط لسلی اسکات ایجاد شده‌است و در حال حاضر توسط شرکت برادران پارکر که بخشی از شرکت چند ملیتی هاسبرو است به بازار عرضه می‌شود. در طی بازی، بازیکنان به نوبت یک بلوک از برج را بیرون می‌کشند و آن را در بالای برج قرار می‌دهند. به این ترتیب یک ساختار بلندتر و به‌طور فزاینده‌ای ناپایدارتر ایجاد می‌کنند.
جنگا از کلمه سواحیلی به معنی "برای ساخت" مشتق شده‌است.

## روش بازی جنگا
بازی جنگا Jenga از ۴۸ بلوک چوبی ساخته شده‌است که طول هر بلوک باید دقیقاً سه برابر عرض و ضخامتش هم باید یک پنجم طولش باشد . در واقع ابعاد استاندارد بلوک‌های چوبی جنگا Jenga در اندازه ۱/۵ * ۲/۵ * ۷/۵ سانتی متراست. برای شروع بازی جنگا Jenga باید بلوک‌های چوبی رو به صورت افقی و عمودی روی هم بچینید تا یک برج ۱۸ طبقه چوبی ساخته بشود . این برج باید ۱۸ طبقه و در هر طبقه باید ۳ بلوک قرار بگیرد . بلوک‌ها باید یک ردیف افقی ویک ردیف عمودی چیده بشود .بعد از اینکه برج چوبی تکمیل شد، بازیکنی که برج را چیده باید بازی را شروع کند . روش بازی به این صورت است که هر بازیکن به نوبت باید یک بلوک چوبی را از هر جایی غیر از دو ردیف اول ( بالای برج ) بردارد.هر بازیکنی که برج را خراب کند، باخته است !
برای بیشتر شدن هیجان بازی ، در ضخامت بعضی بلوک‌ها ، تغییرات جزئی داده شده‌است. این تغییرات کوچک گاهی باعث شل شدن یک بلوک در ردیفش می‌شود. 

موقع تست کردن بلوک اگر بازیکن یک بلوک دیگر را کج کند تا بخواهد از بلوکی که به آن دست زده است انصراف بدهد باید اول آن بلوک را به حالت اولیّه برگردانده و بعد بازی را ادامه دهد
هر بازیکنی که باعث فروریختن برج بشود بازی را باخته است و باید برای شروع بازی بعدی برج را دوباره بچیند 
اگر این بازی را با تاس بازی میکنید نمیتوانید بلوک اصلی ردیف (پایین برج) را بردارید که باعث ریخت کل برج شود و باید دوباره تاس بیندازید
هر بازیکنی که برج را چیده است باید بازی را شروع کند